# Водный мост
Во́дный мост, или судоходный акведук, — мост для судоходства, пересекающий другой водный путь — реку, канал или дорогу.

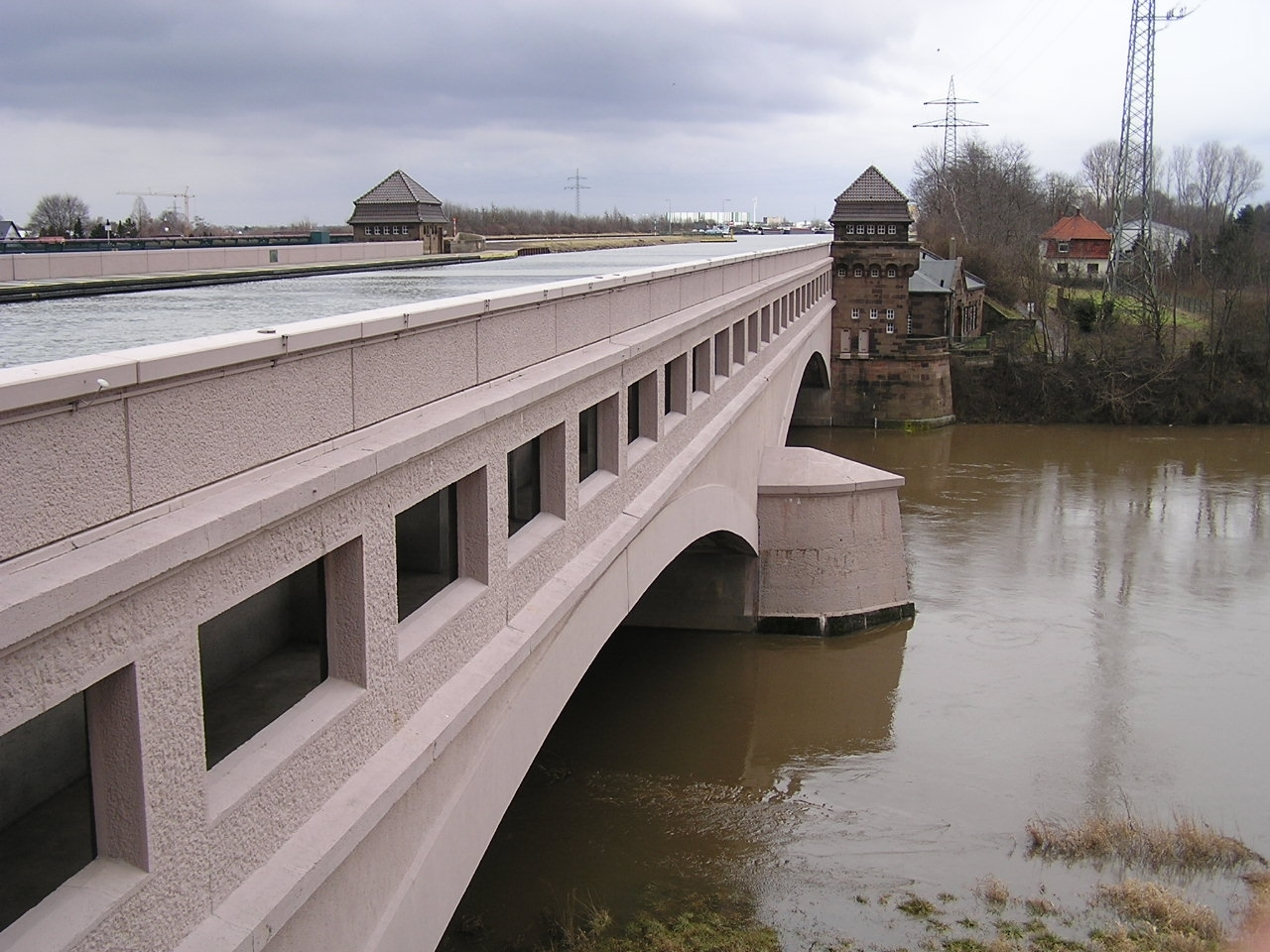
Минденский водный мост

Как правило, появление водных мостов становится результатом прокладки водных каналов для судоходства на другой высоте, чем у рек. При этом канал, как и пересекающуюся каналом реку, используют для судоходства. Рядом с водным мостом, как правило, находится судоподъёмник или шлюз для возможности перехода судов на канал или реку.
Самый длинный в Европе водный мост находится в немецком городе Магдебург — Магдебургский водный мост, длина моста составляет 918 метров.